# Ufuk Sarıca
Ufuk Sarıca, né le 13 juin 1972, à Istanbul, en Turquie, est un joueur et entraîneur de basket-ball turc. Il évolue aux postes d'arrière et d'ailier. 

## Palmarès
Joueur
- Champion de Turquie 1992, 1993, 1994, 1996, 1997
- Coupe Korać 1996

Entraîneur
- Champion de Turquie 2015